# لا لا يا حبيبي (فلم)
لا لا يا حبيبي هو فيلم رومانسي مصري من إخراج أحمد ضياء الدين وبطولة شكري سرحان، نيللي، صفاء أبو السعود، عبد المنعم إبراهيم، أحمد الحداد وزوزو شكيب، صدر الفيلم في 5 يناير 1970.

## نبذة
محمود غيور على زوجته سعاد، الأمر الذي يجعله دائم القيام بتوصيلها إلى عملها ومراقبتها، وتصل الغيرة لدى محمود لدرجة شكه في وجود علاقة ما بين زوجته ومديرها، يطلب من زوجته أن تستقيل من عملها، تفكر قليلًا من أجل تلقين زوجها درسًا فتقبل، وتستجيب لطلبه حتى تستطيع أن تحد من غيرته.

## وصلات خارجية
- مقالات تستعمل روابط فنية بلا صلة مع ويكي بيانات
- لا لا يا حبيبي على موقع الدهليز